# Longitarsus flavicornis
Longitarsus flavicornis es una especie de insecto coleóptero de la familia Chrysomelidae. Fue descrita científicamente en 1831 por Stephens.